# Román Osuna
Román Osuna Montes (Güevéjar, 15 september 1989) is een Spaans wielrenner.

## Carrière
In 2011 werd Osuna Spaans kampioen op de weg bij de beloften. Later dat jaar liep hij stage bij Andalucía.
In 2012 tekende hij een contract bij de Spaanse ploeg. In zijn eerste seizoen als prof werd hij onder meer tweede in de laatste etappe van de Ronde van China II. Na het seizoen 2012 hield de ploeg op te bestaan en moest Osuna op zoek naar een nieuwe ploeg. Aanvankelijk slaagde hij hier niet in, maar kon vanaf eind april toch terecht bij het Griekse Etcetera-Worldofbike.

## Overwinningen
2010
4e etappe Ronde van Palencia
2011
 Spaans kampioen op de weg, Beloften

## Ploegen
- 2011 –  Andalucía-Caja Granada (stagiair vanaf 1-8)
- 2012 –  Andalucía
- 2013 –  Etcetera-Worldofbike (vanaf 26-4)